# Oritrophium peruvianum
Oritrophium peruvianum là một loài thực vật có hoa trong họ Cúc. Loài này được (Lam.) Cuatrec. mô tả khoa học đầu tiên năm 1961.